# Книга песен (Саба)
«Книга песен» («Il canzoniere») — сборник стихов итальянского поэта Умберто Саба, неоднократно им перерабатывавшийся и пополнявшийся. Название подчёркивает преемственность стихов Сабы поэзии Возрождения и, в частности, Ф.Петрарки.
Сборник русских переводов стихотворений Сабы также напечатан под названием Книга песен:
Умберто Саба. Книга песен. Москва, Художественная литература. 1974, составитель Е.Солонович
Включает переводы Е. Солоновича, Ю. Мориц, Н. Заболоцкого, И. Бродского (опубликованы под именем Н. Котрелёва), А.Наймана, Даниэля (под именем Д. Самойлова), З.Морозкиной, Л.Тоома, В. Левика, Т.Макаровой, А.Бердникова.